# Krokus (Album)
Krokus ist das selbstbetitelte erste Studioalbum der schweizerischen Hard-Rock-Band Krokus.

## Hintergrund
Das Debütalbum Krokus war musikalisch gesehen vom Hard-Rock-Sound, der die Band Anfang der 80er Jahre berühmt machen sollte, noch weit entfernt und bewegte sich in verspielten Progressive-Rock-Gefilden. Auch das Line-up gestaltete sich noch erheblich anders: Neben Chris von Rohr, der noch am Schlagzeug saß und teilweise den Gesang übernahm, und Gitarrist Tommy Kiefer, der ebenfalls ein paar Gesangspassagen einsang, komplettierten Rhythmusgitarrist Hansi Droz und Bassist Remo Spadino die Formation. Da der eigentlich vorgesehene Sänger Peter Richard, der auch beim ersten Auftritt von Krokus überhaupt hinter dem Mikro stand, nur zeitweise zur Verfügung stand, verpflichtete man für die kommenden Liveauftritte, die man u. a. auch im Vorprogramm der damals ebenfalls noch weniger bekannten Scorpions absolvierte, den Sänger Daniel Debrit. Weil dieser allerdings bald wieder ausstieg, wechselte Chris von Rohr für den Nachfolger To You All vom Schlagzeug ganz zum Gesang. Darüber hinaus trennten sich von Rohr und Kiefer vor den Aufnahmen zum zweiten Album von Droz und Spadino. Komplettiert wurde das Line-up fortan durch drei Mitglieder von Montezuma, nämlich Gitarrist Fernando von Arb, Bassist Jürg Naegeli und Schlagzeuger Freddy Steady. Der im Sinus Studio in Bern aufgenommene und von Peter J. Mac Taggart produzierte, sogenannte „Eisbrecher“ Krokus ist bis heute nur als LP in einer Anzahl von 560 Pressungen erschienen.

## Titelliste
1. Majale (2:56) (Tommy Kiefer)
2. Angela Part One (3:00) (Chris von Rohr/Kiefer/Hansi Droz/Remo Spadino)
3. Energy (5:04) (Kiefer)
4. Mostsaphin (3:05) (Kiefer)
5. No Way (2:39) (Kiefer)
6. Eventide Clockworks (1:10) (von Rohr)
7. Freak Dream (3:35) (Peter Richard/Kiefer/Droz)
8. Jumpin’ In (2:32) (Richard/Droz)
9. Insalata Mysta (7:04) (Kiefer/Droz/Spadino)
10. Angela Part Two (1:37) (von Rohr/Kiefer/Droz/Spadino)
11. Just Like Every Day (3:03) (Richard)

### Wissenswertes
„No Way“ ist ein eigenständiger Song und keine Frühversion des gleichnamigen Songs vom Album Metal Rendez-Vous aus dem Jahre 1980.

## Besetzung
Gesang, Piano, Schlagzeug: Chris von Rohr
Gesang, Leadgitarre: Tommy Kiefer
Rhythmusgitarre: Hansi Droz
Bass: Remo Spadino

### Gastmusiker
Gesang: Peter Richard („Freak Dream“, „Just Like Every Day“)
Gesang: Eric Merz („Insalata Mysta“)
Backgroundgesang: „The Young Choir“ („Angela Part One“, „Angela Part Two“)
Congas: Rebo („Jumpin’ In“, „Angela Part One“, „Angela Part Two“)